# Historia Żydów w Niemczech
Obecność Żydów w Niemczech datuje się od IV wieku n.e. Wspólnota rozwijała się w czasach Karola Wielkiego i w X w. powstało centrum judaizmu na skalę europejską. Społeczność cierpiała zaś prześladowania w czasach krucjat. Na tych terenach w średniowieczu ukształtowała się społeczność Żydów aszkenazyjskich. Oskarżenia Żydów o zatruwanie studni w trakcie wielkiej epidemii dżumy (1346–53) doprowadziło do pogromów i ucieczki części tej społeczności do Polski.
Od czasów Mojżesza Mendelssohna do początków XX wieku społeczność stopniowo osiągała równouprawnienie. W Niemczech powstał judaizm reformowany i zalążki judaizmu konserwatywnego. Jednakże ekspansja ideologii i polityki nazistowskiej spowodowała prześladowania Żydów. Znaczna część społeczności wyemigrowała i z 522 tys. żydowskich mieszkańców Niemiec w styczniu 1933, na początku II wojny światowej żyło w kraju 214 tysięcy. Nazistowskie ludobójstwo doprowadziło do wymordowania ok. 90% z nich.
Przez kilka pierwszych lat po wojnie setki tysięcy Żydów ocalałych z różnych części Europy żyły w obozach przejściowych, skąd większość wyemigrowała. Społeczność osiadła w Niemczech powoli rosła, wzmacniana głównie imigracją z obszaru postradzieckiego. W 2010 r. Centralna Rada Żydów w Niemczech zrzeszała 104 tysięcy członków. Należy do tego doliczyć członków innych wspólnot oraz osoby niezrzeszone.

## Czasy rzymskie
Za prawdopodobne źródło pojawienia się pierwszych Żydów w Niemczech uważa się emigrację z rzymskiej Italii. Nie jest znana data założenia pierwszych żydowskich osad w rzymskich prowincjach Germania Inferior i Germania Superior, ani obszaru Germania Magna, przyległego do granic imperium. W pierwszym chronologicznie dokumencie, datowanym na 321 n.e., mowa jest o licznej i dobrze zorganizowanej żydowskiej wspólnocie w Kolonii. Zgodnie z nim, status prawny Żydów był jednolity w całym Imperium Rzymskim. Cieszyli się oni pewnymi swobodami, jednak nie wolno im było rozpowszechniać judaizmu, utrzymywać chrześcijańskich niewolników ani zajmować stanowisk w administracji rządowej. Oprócz tego, cieszyli się oni swobodą wyboru zawodu i zajmowali się rolnictwem, handlem i stopniowo finansami.
Sytuacja względnej swobody pierwotnie nie ulegała zmianie pod panowaniem Burgundów, Franków oraz Merowingów, m.in. ze względu na powolny wzrost wpływów chrześcijaństwa, dążącego do ograniczenia swobód Żydów.

## Czasy Karola Wielkiego
Karol Wielki posługiwał się Kościołem w celu scementowania luźno związanych części swego imperium. Zatrudniał on Żydów w dyplomacji, np. wysyłając żydowskiego tłumacza i przewodnika w poselstwo do Haruna ar-Raszida. Gdy Kościół zakazał chrześcijanom lichwy, Żydzi uzyskali w niej monopol. Dekret ten spowodował mieszane reakcje nieżydowskiej ludności: Żydzi stawali się zarazem poszukiwani i unikani. Jednocześnie osiadali oni również w rejonach wschodnich.

## Przed krucjatami

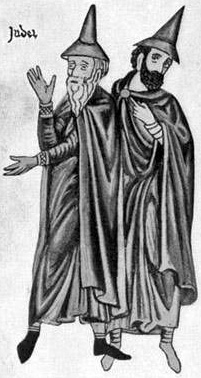
Żydzi niemieccy, XIII wiek

Za panowania Ludwika I Pobożnego status Żydów nie uległ zmianie. Brali bez przeszkód udział w handlu, natomiast płacili skarbowi państwa nieco wyższe podatki od chrześcijan. W celu ochrony przywilejów dla Żydów, rząd ustanowił urząd Judenmeistra.
Późniejsi Karolingowie stopniowo wcielali dążenia biskupów, którzy na synodach domagali się egzekwowania antysemickich dekretów kanonicznych. W konsekwencji nieufność ludności chrześcijańskiej wzrosła. Coraz częściej w Wielki Tydzień dochodziło do aktów antysemickich. Mimo to, władcy sascy traktowali Żydów dobrze, m.in. ściągając od nich identyczne podatki, jak od innych poddanych. Pomimo że przeciętnie Żydzi byli tak samo niewykształceni w naukach świeckich, jak współcześni im sąsiedzi, potrafili oni czytać i rozumieć hebrajskie modlitwy oraz Biblię w oryginale.
Około roku 1000 rozwinęły się studia halachiczne. W tym czasie słynny rabin Gerszom z Moguncji, nazywany „światłem diaspory”, nauczał w Metz i Moguncji, gromadząc wielu uczniów. Trwałe studiowanie Tory i Talmudu wytworzyło tak wielkie oddanie judaizmowi, że życie bez religii uznawano niewartym życia. W czasach krucjat przyszło Żydom wybierać między tymi wartościami.

### Kulturowe i religijne centrum Żydów europejskich
Wspólnoty żydowskie w Moguncji, Spirze i Wormacji utworzyły ligę zwaną miastami SzUM (akronim pierwszych liter nazw miast:
Sz – ש, W/U – ו, M – מ), która stała się centrum średniowiecznego życia żydowskiego. W jej ramach przywódcy tej społeczności uzgodnili szereg dekretów, zwanych „Takanot Szum” (hebr. תקנות שו"ם, ustawy SzUM). Oficjalna strona Moguncji podaje m.in.:

Przez następne 400 lat (po 900 n.e.) w miarę rozkwitu handlu Moguncja przyciągała wielu Żydów. Najwięksi żydowscy nauczyciele i rabini ciągnęli nad Ren. Ich nauki, dysputy, rozstrzygnięcia oraz wpływy nadały Moguncji i sąsiednim nadreńskim miastom światowy rozgłos. Rozszerzał się on i konkurował z takimi podiasporowymi miastami, jak Bagdad. Moguncja stała się centrum zachodnioeuropejskiego judaizmu – aszkenazyjskiego bądź niemieckiego – a ten uwalniał się od tradycji babilońskiej. W X w Gerszom z Moguncji założył tu jesziwę.

Według historyka Johna Mana, „Moguncja była stolicą europejskich Żydów. (...) Miała własną żydowską akademię przez ponad 300 lat. (...) Była czczona jako miasto Gerszoma z Moguncji, zwanego „światłem diaspory”, który w XI wieku jako pierwszy sprowadził do Zachodniej Europy kopie Talmudu, i którego zarządzenia pomogły Żydom w adaptacji do europejskich zwyczajów. Szkoła Gerszoma przyciągała Żydów z całej Europy, włącznie ze słynnym komentatorem Tory, Raszim.”. Według oficjalnej strony Moguncji, „W istocie był to złoty wiek. Miejscowi biskupi chronili Żydów, co owocowało wzrostem handlu i dobrobytu”.

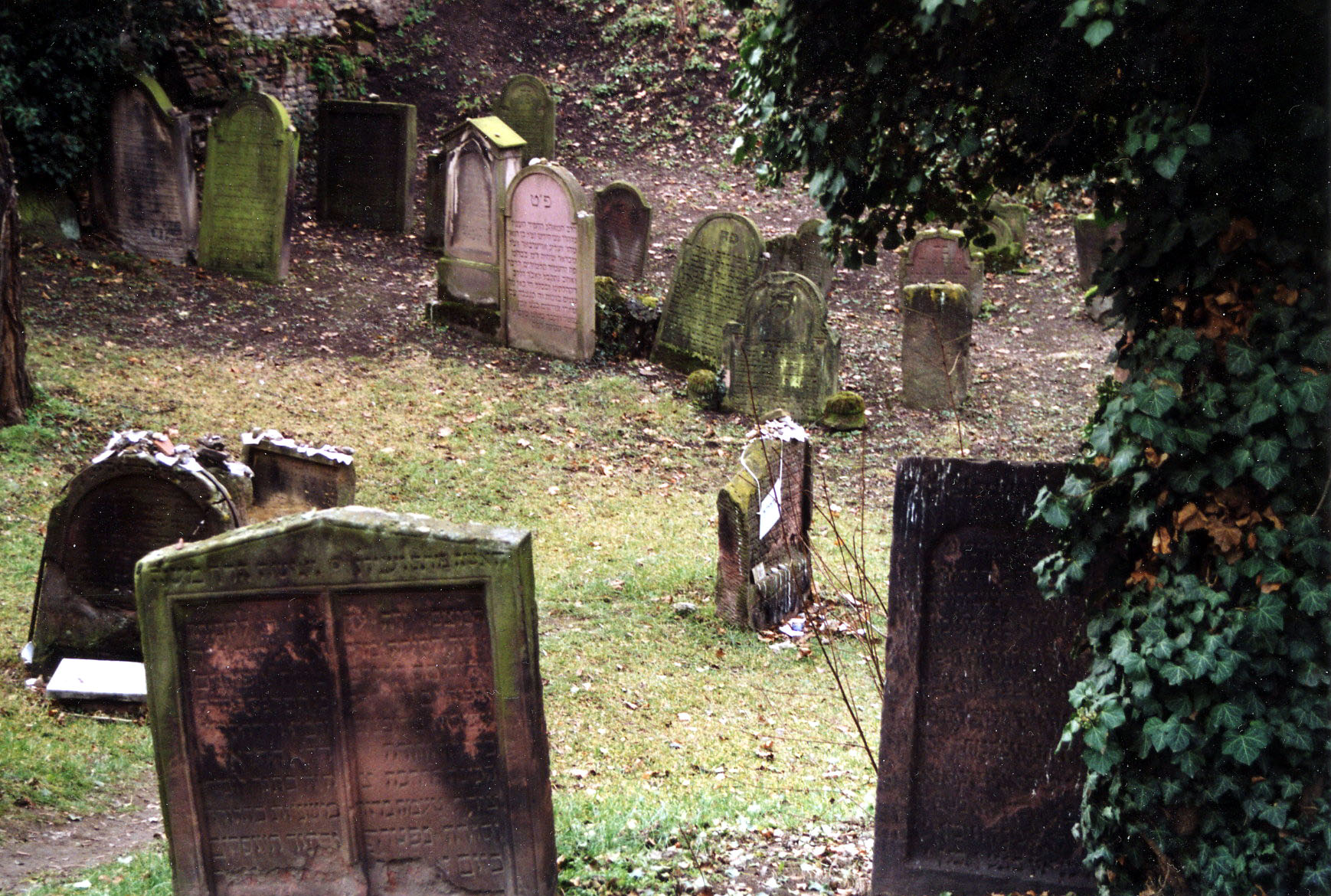
Heiliger Sand, cmentarz żydowski w Wormacji

## Okres pogromów (1096–1349)
I wyprawa krzyżowa rozpoczęła się pogromami na niemieckich Żydach. Dla uczestników krucjat, podburzonych nawoływaniami do walki z niewiernymi, Żydzi byli najbliższymi i powszechnie widocznymi wyznawcami innej religii. Obarczano ich odpowiedzialnością zbiorową za śmierć Jezusa z Nazaretu. Część z rycerzy była ponadto zadłużona u Żydów po zakupie ekwipunku na krucjatę. W pogromach mordowane były całe wspólnoty, np. w Trewirze, Wormacji, Moguncji i Kolonii. Niekiedy widząc nadchodzący pogrom, Żydzi popełniali samobójstwa. Wspólnotę w Spirze ocaliło wstawiennictwo biskupa. Pomiędzy V a VII 1096 r. w nadreńskich miastach zabito w sumie ok. 12 tys. osób. Wybuch agresji antyżydowskiej podczas 1. krucjaty wpłynął na status Żydów w następnych stuleciach. Chrześcijanie zaczęli wysuwać wobec nich oskarżenia o rzekome zbrodnie, jak np. profanacja hostii, mord rytualny, zatruwanie studni, zdradę, a nawet o bycie przyczyną najazdu Mongołów. W ich wyniku setki Żydów spalono na stosie, a tysiące wyemigrowało. Podczas rozprzestrzeniania się w Europie epidemii dżumy w latach 1348–1349, Żydzi byli oskarżani o zatruwanie studni. Fala pogromów przyczyniła się do nowego exodusu na wschód, do Polski, gdzie zostali przyjęci tolerancyjnie.

## W czasach Świętego Cesarstwa Rzymskiego

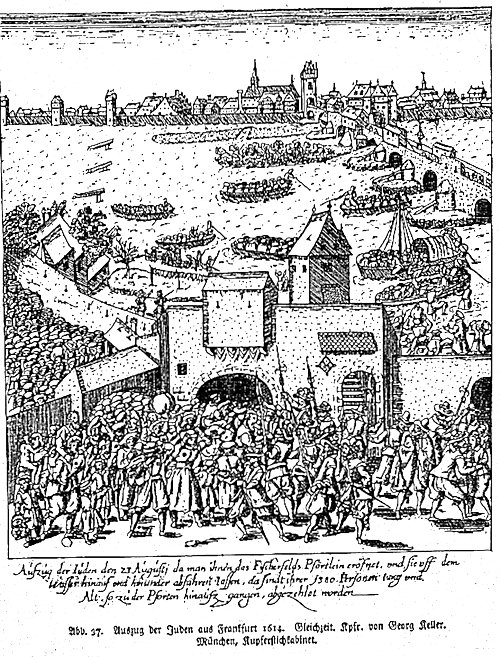
Rycina przedstawiająca wypędzenie Żydów z Frankfurtu, 23 sierpnia 1614 r.; w podpisie czyta się m.in. „1380 osób, starych i młodych, policzono u wyjścia bramy”

W czasach Świętego Cesarstwa Rzymskiego status prawny i poziom bezpieczeństwa Żydów nieco się polepszył. Ponieważ cesarze rzymsko-niemieccy byli uważani za następców cesarza rzymskiego Tytusa Flawiusza, o którym mówiono, że nabył Żydów jako własność prywatną, utrzymywano więc, że posiadają oni prawo własności i ochrony Żydów w całym państwie. Rzeczywistym celem było uzasadnienie prawa do opodatkowania. Np. w 1342 r. Ludwik IV Bawarski wprowadził dodatkowy coroczny podatek w wysokości 1 krajcara za gulden własności. Władcy domu luksemburskiego odsprzedawali księciom i wolnym miastom cesarstwa za wysoką cenę prawo do opodatkowania i grzywny Żydów. Odtąd Żydzi sukcesywnie przechodzili spod władzy cesarza pod władanie suwerenów i miasta. Ze względu na potrzebę wzrostu miejskich przychodów zapraszano Żydów z powrotem do dzielnic i miast, z których zostali wcześniej wypędzeni, oferując pełną ochronę. Jednak gdy ci wzbogacali się, częstokroć plądrowano ich majątki i wypędzano ponownie. Karol IV Luksemburski zawierał umowy z miastami i książętami, w których za zapłatą uznawał długi wobec Żydów za niebyłe. Jednocześnie osoba pomagająca Żydowi w odzyskaniu należności uznawana była za grabieżcę. Dekret ten spowodował zubożenie tysięcy żydowskich rodzin pod koniec XIV wieku.
Pod koniec XIV w. doszło do wypędzeń Żydów z Ulm (1380), Magdeburga (1384) oraz Strasburga (1388).

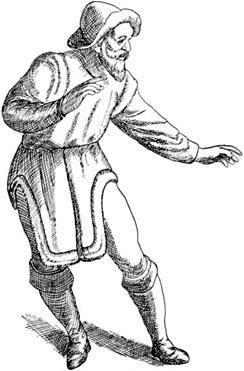
Żyd w Szwabii

XV wiek nie przyniósł poprawy bytu. W czasie wojen husyckich Żydzi austriaccy, czescy, morawscy i śląscy bywali, jako innowiercy, ofiarami zabójstw, przymusowych chrztów lub dokonywali samospaleń w imię własnej religii. Po podpisaniu pokoju z husytami, wysłannik papieża Jan Kapistran, głosił wśród nich odrazę do herezji i innowierców. W wyniku zajść we Wrocławiu, 41 Żydów spalono na stosie, a ich wspólnota została w 1454–55 wygnana ze Śląska. W XV w. wygnano Żydów również z Augsburga (1410), arcybiskupstwa Moguncji (1420), Elektoratu Saksonii (1432), Spiry (1434), Bawarii (1450), Würzburga (1453) i Norymbergi (1499).
W wyniku fikcyjnych zeznań wydobytych w 1475 r. torturami z ośmiu trydenckich Żydów, m.in. w Ratyzbonie doszło do pogromów. Pod koniec XV wieku Żydzi byli nierzadko przedmiotem nienawiści religijnej. Pozytywnym akordem było przyzwolenie papieża Leona X na druk Talmudu we Włoszech.

### Wiek XVI i XVII
W XVI i XVII Żydzi byli nadal uzależnieni od książąt i wolnych miast. W 1520 r. Karol V wydał dekret potwierdzający przywileje dla Żydów, m.in. zakazujący wypędzenia ich z miejsca, które uprzednio zezwoliło na ich zamieszkanie, bez zgody cesarza. Dekret ten był ponawiany w latach 1530 i 1544, przy czym w ostatnim przypadku cesarz zadeklarował sprzeciw wobec oskarżeń o mord rytualny. Cesarze nie zawsze byli w stanie zapewnić Żydom realną ochronę. W 1519 r. wypędzono Żydów z Ratyzbony, w 1551 z księstwa Wirtembergii, w 1573 – z elektoratu Brandenburgii, zaś w 1590 – z księstwa Brunszwiku. Dekret cesarza Ferdynanda I z 1561 r., nakazujący Żydom opuszczenie Czech, został wstrzymany jedynie dzięki uzyskanej przez Mordechaja Meisela absolucji papieskiej.
W 1670 r. cesarz Leopold I wypędził Żydów z Wiednia oraz Arcyksięstwa Austriackiego. Uchodźców przyjęła Marchia Brandenburska, której elektor Fryderyk I tolerował wszystkie wyznania i chronił nowych mieszkańców. Żydzi w tej wspólnocie nabrali szerszych perspektyw, chociaż jednostronna edukacja, będąca produktem wieków prześladowań, ograniczyła ich udział w europejskiej kulturze i utrzymywała w intelektualnej zaściankowości.

### Imigracja polskich i litewskich Żydów do Niemiec
W wyniku masowych mordów na Żydach podczas powstania Chmielnickiego na Ukrainie w 1648 r., wielu polskich i litewskich Żydów uszło do Niemiec. Kierunek tej migracji wzmocnił się w XVIII w. w miarę zezwalania na imigrację w kolejnych częściach Niemiec oraz pogarszania się warunków życia po kolejnych rozbiorach Polski w 1772, 1793 i 1795 r.

### Życie religijne

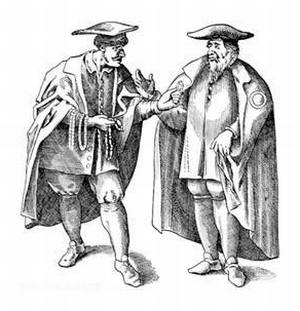
Żydzi górnego Renu, XVI wiek

Żydzi niemieccy wnieśli wkład w rozpowszechnianie i podsumowywanie komentarzy biblijnych Rasziego. Z początku XII w. studiowano głównie niezależnie, zwłaszcza na polu hagady i etyki. Spośród wczesnych dzieł warto wymienić Yalḳuṭ rabina Szimona ha-Darszana (1150), Księgę pobożnego rabina Jehudy ha-Chasyda z Ratyzbony (ok. 1200), Rokeaḥ rabina Eleazara z Wormacji (ok. 1200), zbiory halachiczne Or Zarua rabina Izaaka z Wiednia (ok. 1250) i responsa rabina Meira z Rotenburga (przed 1293). Potworności okresu epidemii czarnej dżumy nie złamały tej działalności piśmienniczej, chociaż po połowie XIV w. przypadki głębokich studiów judaistycznych zdarzały się rzadziej. Odtąd rabinami mogli stać się jedynie ci badacze, którzy uzyskali pisemną zgodę na nauczanie (hattarat hora’a), wydaną przez ceniony autorytet. Szczególnie w tym okresie poświęcano uwagę zwyczajom i rozporządzeniom dotyczącym formy i porządku nabożeństw, dzięki czemu zostały one w Niemczech ustalone. Ponieważ trudno było prowadzić nowe badania w dziedzinie halachy, uczeni zwrócili się ku interpretacjom i tradycjom zawartym w kabale. Pojawił się nowy, ascetyczny sposób życia, który znalazł swój literacki wyraz w Szene Luḥot ha-Berit rabina Izajasza Horowitza i odwoływał się zwłaszcza do pietystycznych Żydów niemieckich. Cel i koniec istnienia poszukiwany był poprzez dążenie duszy ku swemu źródłu, w połączeniu z aspiracją do wypełniania ziemskiego życia duchem Boga. Poprzez niezmienną postawę czci Bogu, przez wzniosłe myśli i działania, Żyd miał wznieść się ponad sprawy codziennego dnia i stać się wartościowym członkiem królestwa boskiego. Każdy akt jego życia miał mu przypominać o obowiązkach religijnych i skłaniać go ku mistycznej kontemplacji.

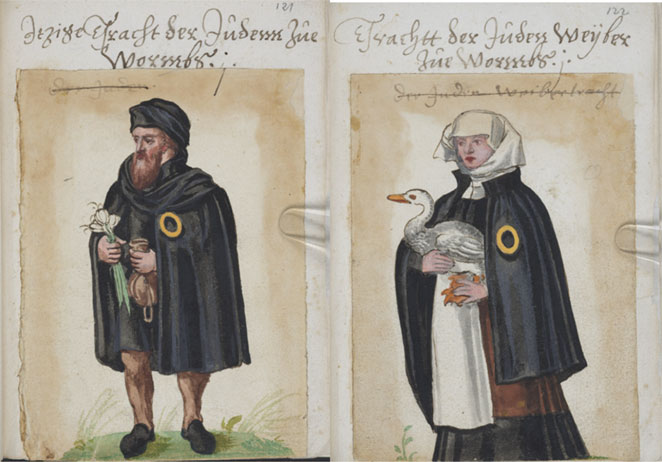
XVI-wieczny rysunek przedstawiający dwoje Żydów z Wormacji, noszących obowiązkowe naszywki; mężczyzna trzyma sakiewkę i bulwę czosnku

### Separacja od otoczenia
Prześladowania Żydów skłoniły ich ku surowemu trybowi życia. W miastach żyli oni głównie na „żydowskich ulicach”, utrzymując się z handlu obwoźnego. Odcięci od uczestnictwa w życiu publicznym i miejskim poszukiwali rekompensaty w życiu rodzinnym, które było intymne i przesiąknięte wiarą, pracowitością i umiarem. Byli lojalni wobec własnej wspólnoty. W wyniku ich całkowitej segregacji od chrześcijańskich współobywateli język niemiecki w getcie był przeszyty hebraizmami, zaś – od czasów imigracji polskich i litewskich Żydów po pogromach podczas powstania Chmielnickiego – również elementami słowiańskimi. Ponieważ zwykli mieszkańcy rozumieli jedynie księgi pisane w tym specyficznym dialekcie (zwanym judeo-niemieckim) i drukowane w alfabecie hebrajskim, powstała w nim obszerna literatura moralistyczna, dewocyjna i beletrystyczna. Pomimo że w dorobku tym niemal brakowało tematyki świeckiej, literatura ta wniosła ważny wkład do historii kultury żydowskiej.

## Od Mojżesza Mendelssohna (1778) do nazizmu (1933)
XVIII-wieczny filozof żydowski Mojżesz Mendelssohn uważał, że czasy Średniowiecza wprawdzie nie odebrały Żydom wiary ani własnych osiągnięć intelektualnych, jednak stworzyły przepaść, która uniemożliwiła bezpośrednie poznawanie osiągnięć innych. Mendelssohn propagował naukę języka niemieckiego wśród ziomków, dążąc do przygotowania ich do uczestnictwa w niemieckiej kulturze i naukach świeckich. Wydał również w 1783 r. przekład Tory w tym języku (zwany Bi’ur – „wyjaśnienie”). W 1778 David Friedländer założył Wolną Szkołę Żydowską w Berlinie (Jüdische Freischule Berlin), pierwszą instytucję edukacyjną, w której językiem wykładowym (wliczając również podręczniki) był niemiecki. Podobne szkoły założono we Wrocławiu (1792), Seesen (1801), Frankfurcie (1804), Wolfenbüttel (1807) oraz w galicyjskich Brodach i Tarnopolu (1815). Od 1783 r. wydawano periodyk Der Sammler, pisany w czystej niemczyznie.
Pod koniec XVIII w. przestrzeń tolerancji dla mniejszości religijnych zaczęła się poszerzać. W 1782 r. Józef II Habsburg wydał Edykt o tolerowaniu Żydów w Dolnej Austrii, w którym objął on żydowskich obywateli ochroną prawną, zniósł getto wiedeńskie, otworzył szkoły chrześcijańskie dzieciom żydowskim i zezwolił na utworzenie żydowskich szkół w Wiedniu, zakazał zaś budowania tam synagog. Żyd chcący osiedlić się na wsi, mógł to uczynić wyłącznie uzyskawszy do rządu zezwolenie na wzniesienie tam fabryki lub prowadzenie użytecznego handlu.
Przed 1806 r. w Cesarstwie nie istniało pojęcie powszechnego obywatelstwa i mieszkańcy byli podzieleni na stany, których stosunek do państwa regulowany był oddzielnie. Obywatelstwo istniało zaś głównie w wolnych miastach i dotyczyło członków lokalnie dominującego wyznania chrześcijańskiego. Większość żydowskich mieszkańców niemieckich miejscowości była określana jako rdzenni mieszkańcy (Einwohner), nie jako obywatele (Bürger). W XVIII w. niektórzy Żydzi uzyskiwali status równy chrześcijańskim mieszkańcom, jednak niższy od szlacheckiego, np. nie mieli prawa swobodnego przekraczania granic terytorialnych, a nawet miejskich. Wraz z nadejściem ery napoleońskiej, znaczna część nierówności została usunięta. W edykcie z 1812 r. Prusy potwierdziły obywatelstwo swoich żydowskich mieszkańców, jednak nie oznaczało to pełnej równości wobec innych obywateli. Np. nie byli oni dopuszczani do stanowisk oficjalnych w państwie. Niemiecki edykt federalny z r. 1815 oferował jedynie możliwość zrównania praw w przyszłości. Niemniej, w tym czasie istnienie nierówności nie traktowano już jako główną zasadę uporządkowania społeczności, lecz jako jej naruszenie. W Austrii, wbrew Edyktowi o tolerowaniu, wiele praw ograniczających handel oraz przemieszczanie się Żydów pozostało w mocy do połowy XIX w. W niektórych królewszczyznach, jak w Styrii czy Górnej Austrii, Żydom nie wolno było się osiedlać. W Czechach, na Morawach i Śląsku Austriackim wiele miast zabraniało im wstępu. Żydzi byli dodatkowo obarczeni znacznymi podatkami.
W Prusach obiecywana jednorodna regulacja spraw żydowskich była wielekroć odkładana. Pomiędzy 1815 a 1847 r. zatwierdzono co najmniej 21 terytorialnych ustaw dotyczących Żydów, z których każda dotyczyła części społeczności żydowskiej. W tym czasie nie było oficjalnego reprezentanta Żydów pruskich (ani w większości z 41 niemieckich państw), czy też reprezentanta całości Żydów mieszkających w Niemczech. Pomimo tego niektóre osobistości żydowskie, jak np. hamburski prawnik Gabriel Riesser, wysuwały postulaty pełnej równości obywatelskiej. Riesser zdołał przekonać do nich opinię publiczną i nierówności zostały zniesione w 1848 r. w Prusach, Królestwie Hanoweru, księstwie Nassau oraz w 1849 r. w Hamburgu. Królestwo Wirtembergii zniosło nierówności w 1861, Księstwo Badenii w 1863, Księstwo Holsztynu w 1863, zaś Królestwo Saksonii w 1868. Po utworzeniu Związku Północnoniemieckiego, wszystkie pozostałe restrykcje wobec wyznawców wszelkich religii zostały zniesione dekretem w 1869, zaś w 1870 ustawą tą objęto wszystkie państwa niemieckie.

### Oświecenie żydowskie w Niemczech
Niektórzy przywódcy żydowscy uznali, że pogoń za światem nowoczesnym nie zapewni tej społeczności natychmiastowo realnego zrównania z innymi obywatelami i zdecydowali się przebudzić samoświadomość żydowską poprzez studiowanie żydowskich tekstów źródłowych współczesnymi metodami naukowymi. Młode pokolenie miało być zaznajomione z osiągnięciami intelektualnymi swych przodków, a zarazem działalność ta miała zrehabilitować judaizm w oczach świata. Jednymi z przywódców nowego ruchu, zwanego Wissenschaft des Judentums, byli Leopold Zunz i Heinrich Graetz. H. Arnheim napisał podręcznik języka hebrajskiego. Julius Fürst i David Cassel opracowali słowniki hebrajsko-niemieckie. Fürst wraz z Bernhardem Bärem skompilowali skorowidze do Biblii. Wolf Heidenheim i Seligmann Baer zredagowali masorecki tekst Biblii, Solomon Frensdorff poddał historię przekładu masoreckiego pogłębionym badaniom naukowym. Pod kierunkiem Zunza i współpracowników powstał niemiecki przekład Biblii. Ludwig Philippson, Solomon Hirschheimer oraz J. Fürst napisali kompletne komentarze biblijne. H. Grätz zajął się niektórymi jej księgami, zaś Zacharias Frankel i Abraham Geiger badali jej aramejskie i greckie tłumaczenie. Nie zaniedbano również tradycyjnego prawa religijnego. Jacob Levy opracował prace leksykograficzne dla Talmudu i midraszy. Michael Sachs i Joseph Perles badali elementy obcojęzyczne w Talmudzie. Licznie wznawiano wydania midraszy dotyczących halachy i hagady, np. zuckermandlowskie wydanie Tosefty. Frankel napisał wprowadzenie do miszny oraz Talmudu Jerozolimskiego, zaś David Hoffmann i Israel Lewy badali rozwój halachy.
Przełożone zostały również arabskie teksty źródłowe żydowskich filozofów religijnych. M.H. Landauer wydał prace Saadji ben Josefa, H. Hirschfeld – dzieła Jehudy Halewiego. Manuel Joël i Jakob Guttmann badali prace myślicieli żydowskich i ich wpływ na rozwój ogólny filozofii, zaś S. Hirsch usiłował rozwinąć heglowską filozofię religii. Solomon Steinheim wysuwał nową teorię objawienia.

### Narodziny judaizmu reformowanego
W odpowiedzi na Oświecenie i emancypację część niemieckich Żydów dążyła do zreformowania żydowskiej wiary i praktyk religijnych, inicjując judaizm reformowany. Nurt ten zapoczątkowała reforma liturgiczna Israela Jacobsona w 1810 r. Opierając się na współczesnej wiedzy naukowej, odrzucono koncepcję boskiego autorstwa Tory. Uznano za wiążące jedynie te prawa biblijne, które dotyczą etyki, zaś reszta prawa żydowskiego przestała być normatywna. Obrzezanie zostało zarzucone; szaty liturgiczne rabinów zbliżone zostały do szat ministrantów protestanckich. Akompaniament instrumentalny, który od czasów zburzenia Świątyni Jerozolimskiej w 70 n.e. był zabroniony, pojawił się w świątyniach reformowanych ponownie, zwykle w postaci gry organowej. Sidur, tradycyjny modlitewnik, został zastąpiony znacznie skróconym tekstem w j. niemieckim. Synagogom reformowanym nadano nazwę „Tempel” (świątynia), która w ramach bardziej tradycyjnego judaizmu była zarezerwowana dla określenia Świątyni Jerozolimskiej. Praktyka kaszrutu uznana została za przeszkodę w duchowości i została odrzucona. Odrzucono również koncepcję galutu, a co za tym idzie imigracji do Palestyny (stanowisko to uległo zmianie w następstwie Zagłady Żydów i powstania Izraela). Jedną z ważniejszych postaci w historii judaizmu reformowanego jest radykalny reformator, rabin Samuel Holdheim.

### Reorganizacja społeczności niemieckich Żydów
Nadanie praw politycznych Żydom i rozkwit nauk żydowskich doprowadziło do reorganizacji instytucji przekazujących spuściznę wieków młodym. Istniały rozbieżne opinie co do metody przekazu. Jakkolwiek Geiger i Holdheim byli gotowi otwierać się na duch liberalizmu, to np. Samson Raphael Hirsch bronił wiekowej tradycji. Żadna z obu tendencji nie znajdywała masowego poparcia. W latach 40. XIX w. Zacharias Frankel zainicjował ruch umiarkowanie reformatorski wobec tradycyjnego judaizmu, jednak zachowujący język hebrajski i znaczną część tradycji, a więc bardziej konserwatywny od judaizmu reformowanego.
Pojawienie się szkół religijnych było wynikiem potrzeby dodania do zalecanej przez państwo świeckiej edukacji dzieci żydowskich – treści religijnych. Szkoły talmudyczne, obecne nadal w pierwszej ⅓ wieku XIX, stopniowo pustoszały. Zakładano więc seminaria rabiniczne, w których wykładano Talmud metodami wprowadzonymi przez Frankla i Żydowskie Seminarium Teologiczne otwarte we Wrocławiu w 1854. Literaturze religijnej poświęcano ówcześnie szczególną uwagę. Podręczniki religijne i związane z historią biblijną oraz żydowską, pomoce służące tłumaczeniom i wyjaśnianiom Biblii oraz modlitewniki przepisano z uwzględnieniem wymogów nowoczesnej pedagogiki. W tym czasie nastąpił również rozkwit mów w synagogach oraz muzyki religijnej. Jednym ze znacznych kompozytorów tego okresu jest Louis Lewandowski.
Instytucje publiczne uzupełniały pracę nauczycieli i przywódców oraz promowały poczucie solidarności wśród Żydów. Było to głównym celem prasy żydowskiej, zainicjowanej przez Ludwiga Philippsona. W 1837 r. założył on czasopismo Allgemeine Zeitung des Judentums, która miała wielu następców. Prasie udało się podtrzymać pewną jedność opinii i przekonań religijnych wśród Żydów, a w efekcie jedność w działaniu na rzecz wspólnego dobra. Założono również towarzystwa kultywowania żydowskiej literatury oraz zrzeszenia nauczycieli, rabinów i przywódców kongregacji.

### Wolność i represje (od 1815 do lat 30. XX wieku)
Czasy napoleońskie doprowadziły do emancypacji politycznej Żydów, jednak wraz z upadkiem Napoleona w 1815 r. wzrost nacjonalizmu doprowadził do pogorszenia sytuacji. W 1819 r. w zamieszkach w wielu niemieckich miastach (zamieszki określono później terminem hep-hep), wielu Żydów zginęło i doszło do zniszczenia mienia. Wiosna Ludów w 1848 r. na powrót poszerzyła przestrzeń wolności dla Żydów. Zjednoczenie Niemiec w 1871 dało Żydom emancypację, jednak w tym czasie doszło do wzrostu antysemityzmu w niemieckiej polityce. Przyczynami były m.in. kryzys finansowy w 1873 r. i skandale oraz imigracja mas Żydów rosyjskich uciekających przed pogromami w latach 80. XIX wieku. W latach 90. XIX wieku część parlamentarzystów niemieckich domagała się wprowadzenia ustaw antyżydowskich. W 1879 r. anarchistyczny pamflecista Wilhelm Marr wprowadził do słownictwa politycznego termin antysemityzm i powołał Ligę Antysemicką (niem. Antisemitenliga). Jednymi z pierwszych określających siebie tym terminem byli volkiści, według których rasa semicka nigdy nie może się właściwie zasymilować z niemiecką społecznością. W okolicy 1900 postawy antyżydowskie volkistów były na tyle zajadłe, że termin antysemicki zaczął opisywać każdego, kogo cechowało antyżydowskie nastawienie. Jednakże mimo masowych protestów i petycji, ruch ten nie zdołał przekonać rządu do anulowania emancypacji żydowskiej i w wyborach do Reichstagu w 1912 r. partie o sympatiach volkistowskich poniosły chwilową porażkę.
W opinii historyka Fritza Sterna, z końcem XIX w. w społeczeństwie niemieckich Żydów doszło do żydowsko-niemieckiej symbiozy, w której elementy obu kultur połączono w unikalną, nową. Ostatnie prawne przeszkody stojące na drodze pełnego zrównania praw zostały zlikwidowane przez zjednoczenie Niemiec w 1871 r. Równość prawna i realna praktyka nie zawsze szły w parze. Jak zauważył Walther Rathenau, nawet w 1905 droga do urzędu sędziego była dla Żyda niemal zamknięta, a warunkiem koniecznym była konwersja na chrześcijaństwo.
W tym okresie coraz liczniejsi Żydzi zaczynali przechodzić na chrześcijaństwo; w pierwszych siedemdziesięciu latach XIX wieku było 11 000 konwertytów, a w pozostałych trzech dekadach aż 11 500. Pomiędzy 1880 a 1919 r. ochrzczono około 20 000 niemieckich Żydów. Około 600 000 praktykujących Żydów żyjących w imperium niemieckim było mniejszością religijną w zdecydowanie zdominowanym przez chrześcijan społeczeństwie, stanowiąc ok. 1% ogółu ludności. Nawróceni Żydzi tak cierpieli przez codzienny antysemityzm, że wielu z nich zmieniło nazwiska na brzmiące nieco bardziej chrześcijańsko. Aż 100 000 niemieckich Żydów zareagowało na dyskryminację w XIX wieku emigracją, głównie do Stanów Zjednoczonych; ale większość została, zwłaszcza że pod koniec XIX wieku gospodarka niemiecka zaczęła przeżywać rozkwit. Ci, którzy pozostali skupili się głównie w większych miasteczkach oraz wielkich miastach. W 1910 r. jedna czwarta niemieckich Żydów mieszkała w Berlinie, a do 1933 r. ów odsetek wzrósł do niemal jednej trzeciej. W obrębie owych miast koncentrowali się w poszczególnych dzielnicach; w 1885 r. niemal połowa hamburskich Żydów zamieszkiwała w dwóch dzielnicach klasy średniej, w Harvestehude i Rotherbaum, w 1900 r. prawie dwie trzecie frankfurckich Żydów żyło w czterech z czternastu dzielnic miasta; w 1925 r. 70% berlińskich Żydów mieszkało w pięciu centralnych i zachodnich dystryktach, w zdecydowanej większości były to dzielnice klasy średniej. W miastach o największej żydowskiej populacji – w Berlinie, Wrocławiu i Frankfurcie – Żydzi stanowili mniejszość, odpowiednio 4,3%, 6,4% i 7,1% ich ludności w 1871 roku.

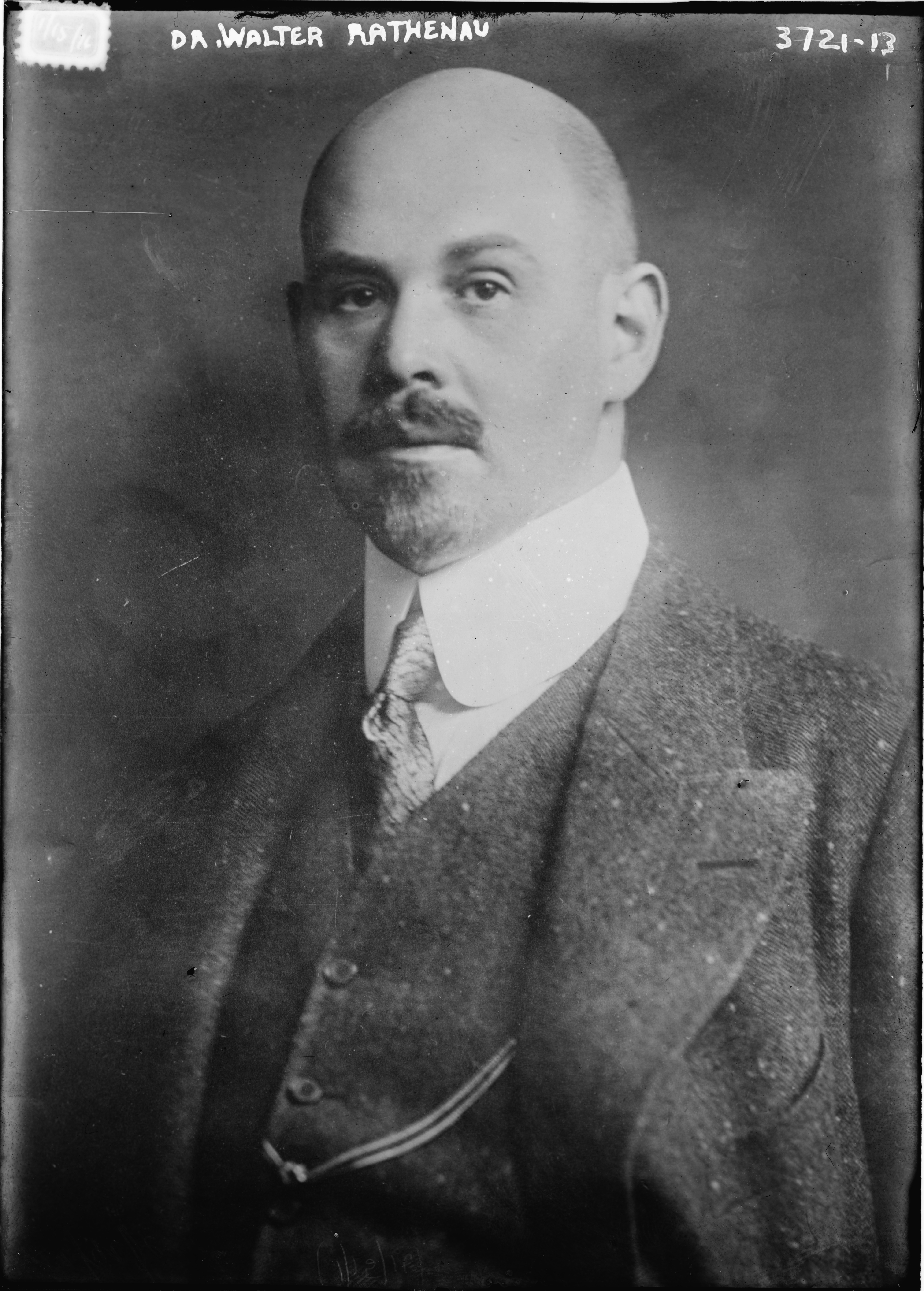
Walther Rathenau, żydowski przemysłowiec, minister spraw zagranicznych Niemiec i zwolennik asymilacji Żydów; zamordowany przez nacjonalistów w 1922 roku

W czasie I wojny światowej odsetek walczących niemieckich Żydów był największy ze wszystkich grup etnicznych, religijnych i politycznych. Około 12 tys. osób poległo na frontach.
W październiku 1916 r. armia niemiecka zarządziła spis Żydów (niem. Judenzählung) w swoich oddziałach. Celem było potwierdzenie zarzutów o braku patriotyzmu tej grupy, jednak wyniki spisu obalały tę tezę. Nie opublikowano ich jednak. Zamiast tego, spis stał się katalizatorem intensyfikacji antysemityzmu i mitów społecznych jak np. Dolchstoßlegende (niem. legenda o ciosie w plecy).

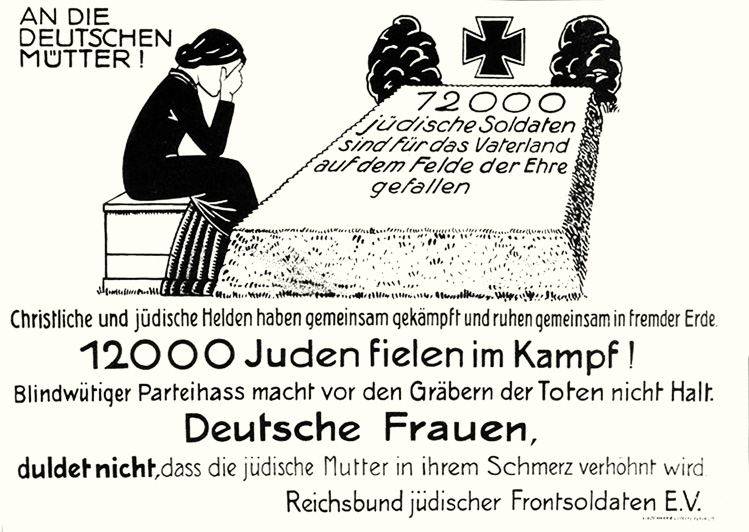
Ulotka rozpowszechniana w latach 20. XX wieku przez organizację weteranów żydowskich w Niemczech w odpowiedzi na zarzuty o brak patriotyzmu. Napis na grobie brzmi: 12 tys. żydowskich żołnierzy zginęło na polu Honoru w walce o ojczyznę.

W Republice Weimarskiej wielu niemieckich Żydów zajęło wysokie stanowiska polityczne. Autorem Konstytucji Weimarskiej był niemiecki Żyd, Hugo Preuß (był również sekretarzem stanu w ministerstwie właściwym dla spraw wewnętrznych). Małżeństwa mieszane (żydowsko-niemieckie) stały się dość częste, np. żona niemieckiego kanclerza, Gustava Stresemanna była Żydówką.
W latach 1926–1938 Martin Buber wraz z Franzem Rosenzweigiem opracowali uznany przekład Biblii Hebrajskiej na język niemiecki.

## Żydzi pod władzą nazistów (1933–1939)

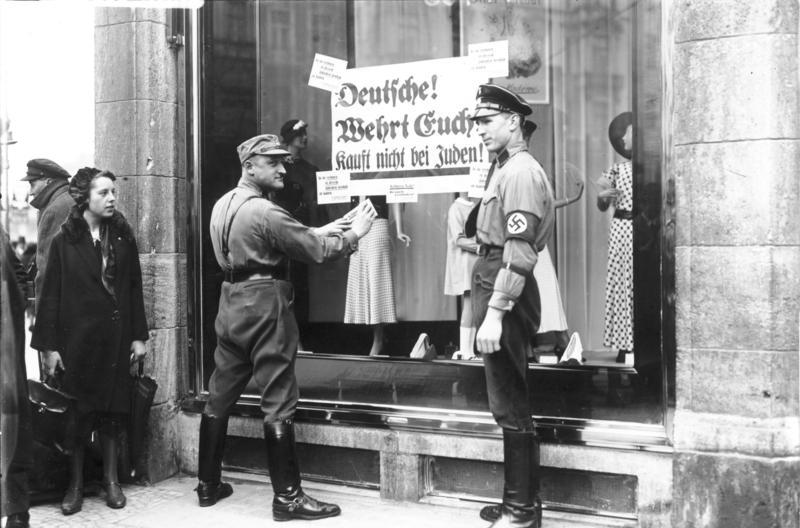
Bojkot NSDAP żydowskich sklepów, 1 kwietnia 1933

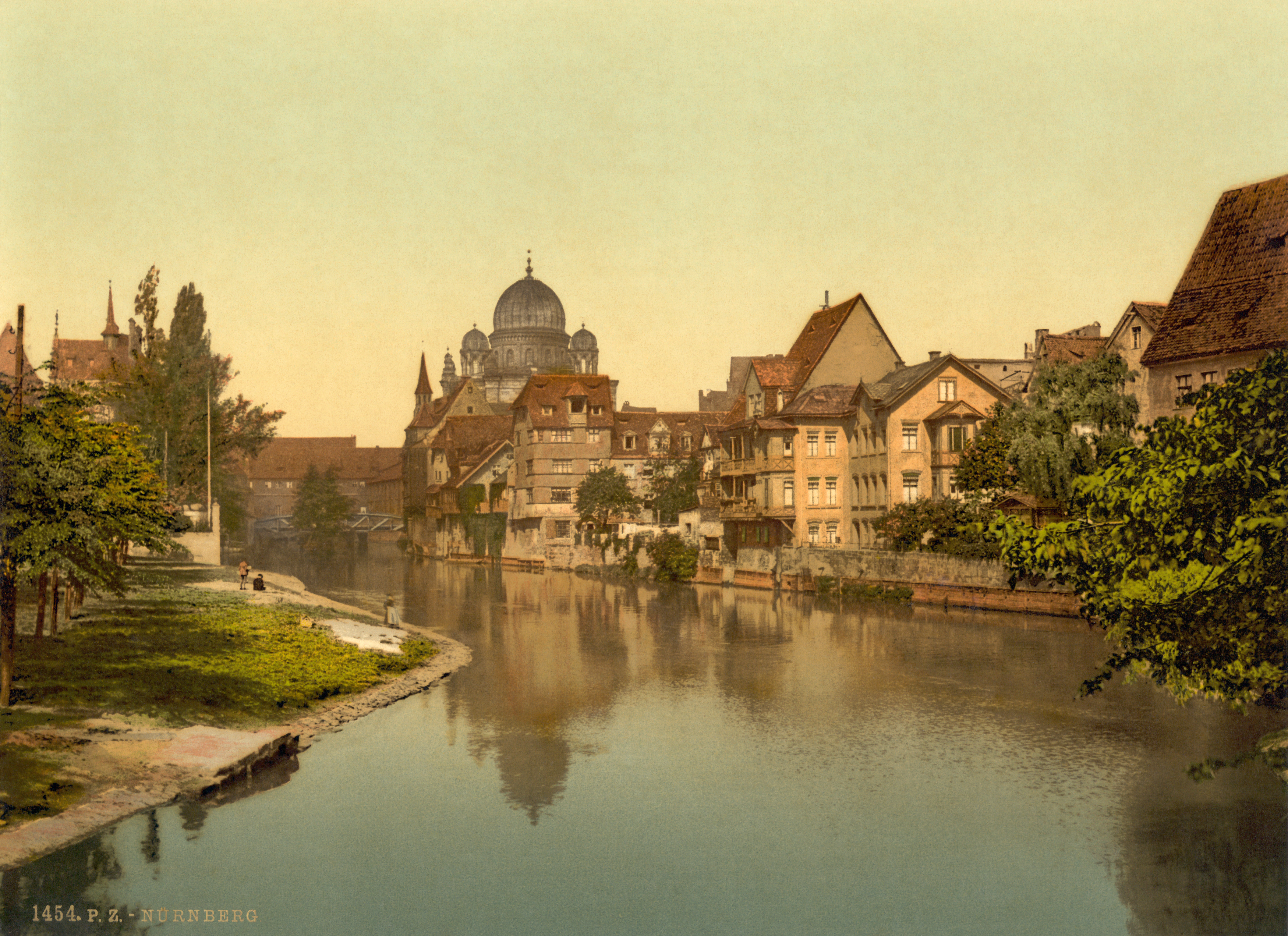
Synagoga w Norymberdze, wybudowana ok. 1890-1900 i zniszczona przez nazistów w 1938 roku

Od 1933 r. prześladowania Żydów stały się otwartą polityką nazistów. Paragrafy aryjskie (niem. Arierparagraph), wyłączające z prawa do członkostwa w organizacjach osób nienależących do „rasy aryjskiej” były postulowane już wcześniej przez antysemitów i ustanowione w wielu organizacjach prywatnych.
1 kwietnia 1933 NSDAP przeprowadziła bojkot żydowskich sklepów, przychodni lekarskich, banków i kancelarii prawniczych. Sześć dni później wprowadzono Ustawę o Przywróceniu Zawodowej Służby Publicznej (niem. Gesetz zur Wiederherstellung des Berufsbeamtentums), zabraniającej Żydom zajmowania stanowisk rządowych. W ramach tej ustawy Żydzi byli pośrednio i bezpośrednio zniechęcani lub niedopuszczani do obejmowania uprzywilejowanych i wyżej postawionych stanowisk, które zarezerwowane zostały dla „aryjskich Niemców”. „Niearyjscy” pracownicy służby cywilnej, zdefiniowani w ustawie uzupełniającej z 11 kwietnia jako ludzie, którzy mieli jednego lub więcej „niearyjskiego, a zwłaszcza żydowskiego” dziadka lub babkę, mieli zostać wyrzuceni z pracy, chyba że (na wyraźne życzenie Paula von Hindenburga) byli weteranami wojennymi, stracili w walce ojca lub syna, lub też służyli w siłach zbrojnych przed I wojną światową. Podobne postanowienia, opracowane równocześnie w Ministerstwie Sprawiedliwości i wcielone w życie w odrębnej ustawie przyjętej tego samego dnia, zastosowano wobec żydowskich prawników.
Dekretem z 25 kwietnia „Przeciwko Przeludnieniu Niemieckich Szkół i Uniwersytetów” drastycznie zredukował napływ dyplomowanych niemieckich Żydów do fachów narzucając limit 5% żydowskich uczniów we wszystkich szkołach oraz uczelniach i 1,5% wśród nowo przyjętych każdego roku. Wyjątki oznaczały, że wielu Żydów mogło kontynuować swoją pracę – na przykład 336 z łącznie 717 żydowskich sędziów i prokuratorów krajowych, oraz 3167 z 4585 żydowskich adwokatów. Wschodnioeuropejscy Żydzi, którzy przybyli do Niemiec w latach Republiki Weimarskiej, stracili obywatelstwo na podstawie ustawy z 14 lipca 1933 r., był to krok rozważany już przez rząd Franza von Papena w 1932 roku. Wprowadzenie tych ustaw oznaczało koniec istniejącej w Niemczech od roku 1871 równości obywatelskiej dla Żydów. W rezultacie, zgodnie z zamiarem nazistów, Żydzi zaczęli emigrować z Niemiec. W samym tylko 1933 r. z kraju wyjechało ich 37 000. Żydowska ludność Niemiec skurczyła się z 525 000 w styczniu do niecałych 500 000 pod koniec czerwca; a są to dane dotyczące jedynie tych, którzy byli zarejestrowani jako należący do wyznania żydowskiego. 25 sierpnia 1933 podpisano z Syjonistyczną Federacją Niemiec ugodę, zwaną ugodą Ha’awara, dzięki której do roku 1939, 60 tys. Żydów wyemigrowało do Brytyjskiego Mandatu Palestyny.
Po śmierci prezydenta Paula von Hindenburga Adolf Hitler połączył funkcje kanclerza i prezydenta w jeden tytuł führera. Posłuszny rząd, brak partii opozycyjnych oraz władza nad armią umożliwiły mu całkowitą kontrolę nad prawodawstwem. W konsekwencji presja na Żydów się wzmogła.
W latach 1935–1936 prześladowania się nasiliły. W maju 1935 zakazano „pełnej krwi” Żydom służby w niemieckiej armii i pracy w zakładach jemu podległych, natomiast część „pół-” i „ćwierćkrwi” Żydów miała obowiązek służby, jednak bez możliwości awansu powyżej stopnia starszego szeregowego. W tym samym roku propaganda antyżydowska pojawiła się w sklepach i restauracjach. We wrześniu Reichstag przyjął norymberskie ustawy rasowe, które ustalały państwową definicję Żyda, mieszańca (Mischling) i Aryjczyka. Żyda oraz mischlinga można było pozbawić obywatelstwa oraz ochrony prawnej i własności. Nie mogli oni pełnić służby w urzędach państwowych. Zakazano zawierania małżeństw między „Aryjczykami” a „nie-Aryjczykami”, zaś małżeństwa takie zawarte uprzednio można było unieważniać. Prawo głosu zostało odebrane (choć wówczas oznaczało ono jedynie prawo do głosowania na partię NSDAP). To pozbawienie Żydów praw obywatelskich było jedynie wstępem wobec bardziej drastycznych zarządzeń.

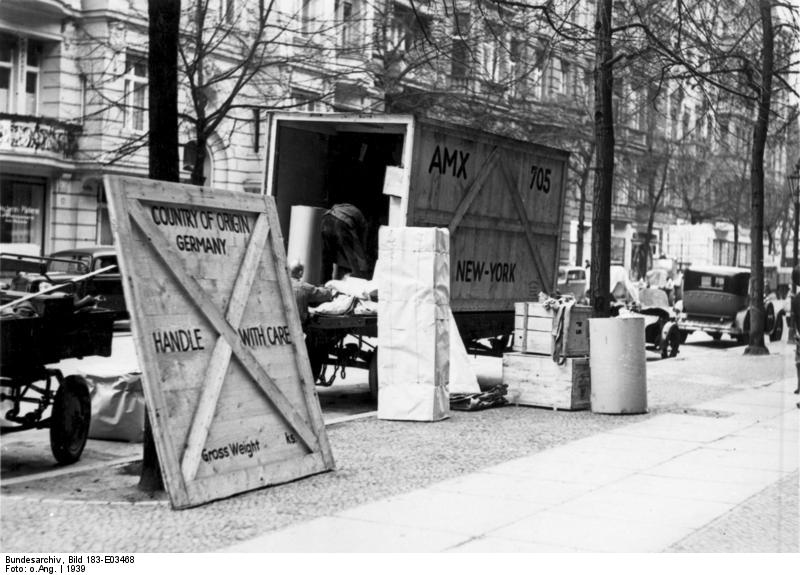
Żydzi emigrujący z Berlina do Stanów Zjednoczonych, rok 1939

W 1936 r. Żydom zakazano pełnić zawody specjalistyczne, przez co efektywnie uniemożliwiono im posiadania głosu w edukacji, polityce, szkolnictwie wyższym oraz przemyśle. Odtąd powstrzymanie antyżydowskich aktów, które rozszerzyły się na całą gospodarkę nazistowskich Niemiec, stało się niemożliwe.
Ustawodawstwo z l. 1937–1938 zwalniało z przedsiębiorstw pracowników i managerów żydowskich oraz zezwalało na przejęcie żydowskich przedsiębiorstw przez „Aryjczyków” za cenę regulowaną przez rząd lub przedstawicieli NSDAP. We wrześniu 1938 zakazano również żydowskim lekarzom leczenia nie-Żydów, a prawników pozbawiono licencji.
W czerwcu 1937 Helmut Hirsch, niemiecki Żyd, został skazany za próbę wysadzenia głównej siedziby NSDAP na terenie zjazdów partyjnych.
Od sierpnia 1938 Żydzi o nieżydowskich imionach musieli dodawać do nich „Izrael” (mężczyźni) lub „Sara” (kobiety), zaś od października do ich paszportów wstemplowano widoczny znak „J” (skrót od niem. Jude). Od listopada dzieci żydowskie nie mogły uczęszczać do niemieckich szkół. Do kwietnia 1939 prawie wszystkie przedsiębiorstwa albo zbankrutowały pod presją finansową, albo zostały przymusowo „sprzedane” nazistowskiemu rządowi.
7 listopada 1938 Herschel Grynszpan, młody Żyd polskiego pochodzenia, w akcie zemsty za przymusową deportację swoich rodziców, dokonał zamachu na dwóch przedstawicieli ambasady niemieckiej w Paryżu, z których jeden zmarł. W odpowiedzi, Joseph Goebbels wydał instrukcję przeprowadzenia w nocy z 9 na 10 listopada pogromu Żydów, zwanego „nocą kryształową”. Około 91 Żydów zostało zabitych. Aresztowano 30 tys. Żydów, głównie zdrowych mężczyzn, z których większość osadzono w nowo utworzonych obozach koncentracyjnych. Zniszczono 7–7,5 tys. sklepów i 267 synagog oraz zbezczeszczono prawie wszystkie cmentarze. Po pogromie Żydzi musieli sami naprawić zniszczenia, zaś Hermann Göring wydał zarządzenie, by uzbierali 1 mln marek jako odszkodowanie na rzecz państwa. W następnych 3 miesiącach zginęło 2–2,5 tys. więźniów obozów, zaś pozostałych uwolniono pod warunkiem opuszczenia kraju.
Spośród 522 tys. Żydów mieszkających w Niemczech w styczniu 1933, przed wybuchem II wojny światowej pozostało w kraju 214 tys. osób.

## II wojna światowa i Holokaust (1939–1945)
Prześladowania Żydów przez III Rzeszę osiągnęły kulminację w ich ludobójstwie na terenie Europy, gdzie zamordowano w sumie ok. 6 milionów Żydów. W Niemczech ze społeczności liczącej w 1939 roku 214 tys. osób, 90% zostało zabitych. Na terenach okupowanych przez państwo niemieckie niektórym miastom i okręgom po „wyczyszczeniu z Żydów” nadawano nazwę „Judenfrei” (niem. „wolny od Żydów”). 19 maja 1943 za „Judenfrei” został uznany Berlin.
Z początku wojny w niemieckiej armii pozostawała znaczna liczba „ćwierć-” i „półkrwi” Żydów (por. Mischling), w większości osób zasymilowanych do kultury niemieckiej. Część z nich była żołnierzami o wieloletnich stażach. Część mischlingów zatajała swoje pochodzenie. Niektórzy z nich dochodzili do wysokich stanowisk w armii. Służono również w wojsku, chcąc ochronić rodzinę przed deportacją. 8 kwietnia 1940 Naczelne Dowództwo Sił Zbrojnych wydało rozporządzenie o zdymisjonowaniu wszystkich „półkrwi Żydów” i żołnierzy ożenionych z Żydówkami i „półkrwi Żydówkami”, którego jednak nie wprowadzono. Od 1943 osoby te masowo kierowano do batalionów pracy przymusowej.

## Żydzi w Niemczech od 1945 do 1990
Gdy Armia Czerwona w 1945 r. przejęła Berlin, znajdowało się w nim nadal kilka tysięcy Żydów. Większość ocalonych na emigracji zdecydowała się pozostać za granicą, choć niewielka część powróciła. Dodatkowo ok. 15 tys. niemieckich Żydów przeżyła obozy koncentracyjne lub przetrwała w ukryciu. Dla nich oraz dla ok. 200 tys. osób ocalonych z zagłady głównie na terenie Europy Wschodniej, utworzono odizolowane od Niemców obozy dla osób przemieszczonych (tzw. obozy DP). Społeczność przebywającą w tych obozach Żydzi określali terminem Szerit ha-Pleta (z hebr. ocalone ostatki). Ogromna większość osób przebywających w tych obozach nie chciała pozostać w Europie i pragnęła wyemigrować do Mandatu Palestyny, na którego części w 1948 r. powstał Izrael. Około 10–15 tys. osób jednak pozostało w Niemczech, tworząc podwaliny nowej żydowskiej wspólnoty. W 1950 w Zachodnich Niemczech powstała Centralna Rada Żydów w Niemczech.

### Żydzi w Niemczech Zachodnich
Społeczność żydowską w Niemczech Zachodnich cechowała wysoka średnia wieku, choć istniały szkoły podstawowe w Berlinie Zachodnim, Frankfurcie i Monachium. Niewielu z młodych dorosłych decydowało się pozostać w Niemczech, a wielu z tych, którzy pozostali, dobierała nieżydowskich małżonków. Krytycy społeczności i jej przywództwa zarzucali jej skostnienie. W 1979 r. w Heidelbergu powstała Wyższa Szkoła Nauk Żydowskich, jednak większość jej studentów nie była Żydami. W latach 90. XX wieku społeczność liczyła pomiędzy 30 tys. a 40 tys. osób. Mimo że nie miała ona takiego znaczenia, jak społeczność żydowska przed rokiem 1933, niektórzy Żydzi obejmowali ważne stanowiska w życiu publicznym Niemiec, np. burmistrz Hamburga, Herbert Weichmann, minister sprawiedliwości w rządzie Szlezwiku-Holsztynu i zastępca przewodniczącego Federalnego Trybunału Konstytucyjnego Rudolf Katz, prokurator generalny Hesji i wcześniejszy minister gospodarki Hesji Heinz-Herbert Karry. Do osób rozpoznawalnych publicznie można zaliczyć pochodzącego z Polski uznanego krytyka literackiego Marcela Reich-Ranickiego, aktorów Hugo Egona Baldera, Inge Meysel i Ilję Richtera szefa radia Hansa Rosenthala oraz polityków Jeanette Wolff i Michela Friedmana. Spośród liderów społeczności żydowskiej można wymienić Heinza Galinskiego, Ignatza Bubisa, Paula Spiegla i Charlotte Knobloch.

### Żydzi w Niemczech Wschodnich
Społeczność żydowska w komunistycznych Niemczech Wschodnich (NRD) liczyła jedynie kilkuset aktywnych członków. Powodami osiadania w NRD było zamieszkiwanie w tym regionie przed 1933 r., lub posiadanie komunistycznych poglądów i chęć współtworzenia po 1945 r. antyfaszystowskich, socjalistycznych Niemiec. Większość politycznie zaangażowanych Żydów była albo niereligijna, albo nieaktywna w oficjalnej wspólnocie żydowskiej. Do osób rozpoznawalnych publicznie zaliczyć można pisarzy Annę Seghers, Stefana Heyma i Jurka Beckera, kompozytora Hannsa Eislera, generała Stasi Markusa Wolfa i lewicowego polityka Gregora Gysi.

## Żydzi w zjednoczonych Niemczech
Demokratyczne przemiany w Europie Wschodniej i koniec zimnej wojny otworzyły Żydom przebywającym w ZSRR możliwość emigracji m.in. do Niemiec. Według oficjalnych danych w latach 1991–2004 z obszaru postradzieckiego do Niemiec przyjechało ok. 220 tys. Żydów. Dziś ponad 104 tys. osób należy do żydowskich wspólnot wyznaniowych. Należy do tego doliczyć osoby niezrzeszone. Społeczność ta jest dziś trzecią pod względem wielkości po Francji (600 tys.) i Wielkiej Brytanii (300 tys.). Większość stanowią imigranci z obszaru postradzieckiego, choć obecne są również rodziny żydowskie z państw muzułmańskich. Przypływ imigrantów i potrzeba poszukiwania kontaktu ze swoim dziedzictwem spowodowały renesans życia żydowskiego w Niemczech. W 1996 grupa chasydzka Chabad-Lubawicz otworzyła centrum w Berlinie. W 2003 r. mianowano tam pierwszych 10 rabinów w Niemczech po II wojnie światowej. W 2002 r. w Poczdamie powstało reformowane seminarium rabiniczne, Abraham Geiger Kolleg. W 2006 r. seminarium mianowało 3 rabinów – byli to pierwsi rabini reformowani od końca wojny.
Częściowo dzięki podobieństwu między językiem jidysz a niemieckim, studiowanie tematyki żydowskiej stało się popularnym przedmiotem akademickim: wiele niemieckich uniwersytetów posiada wydziały i instytuty zajmujące się badaniem żydowskiej historii, religii i kultury. Działające społeczności religijne pojawiły się na terenie całych Niemiec, włącznie z miejscami, gdzie wspólnot takich od dawna nie było. W licznych miastach działają żydowskie szkoły dzienne, sklepy koszerne i inne żydowskie instytucje poza synagogą. Wielu rosyjskich Żydów było wyalienowanych z dziedzictwa żydowskiego i niezapoznanych bądź nie utożsamiających się z judaizmem ortodoksyjnym. Silnie zaznaczył się więc judaizm reformowany, którego wspólnoty skupiły się wokół Unii Żydów Progresywnych w Niemczech (Union progressiver Juden in Deutschland).
W 2003 r. kanclerz Gerhard Schröder zrównał status prawny judaizmu w Niemczech z takimi wyznaniami, jak Kościół rzymskokatolicki lub Kościół Ewangelicki w Niemczech.
W Niemczech negowanie Holocaustu jest zabronione przez § 130 kodeksu karnego i zagrożone jest karą do 5 lat pozbawienia wolności. W 2007 r. minister spraw wewnętrznych Wolfgang Schäuble ostrzegł, że „żadna forma ekstremizmu ksenofobii czy antysemityzmu nie będzie tolerowana”. Według raportów Federalnego Urzędu Ochrony Konstytucji liczba ekstremistów radykalnej prawicy w 2006 zmalała do 38 600 z 49 700 w 2001 r. Rząd Niemiec prowadzi również „narodowe programy przeciwko walce z ekstremizmem dalekiej prawicy, włączając w to zespoły mobilnych konsultantów i grupy ofiar”. Pomimo tego, ambasador izraelski Szimon Stein ostrzegł w październiku 2006, że Żydzi w Niemczech czują się coraz mniej bezpieczni i „nie są w stanie prowadzić normalnego żydowskiego życia”. Stwierdził również, że większość synagog i ośrodków kulturalnych w Niemczech otacza wzmocniona ochrona. Rabin ośrodka Chabad-Lubawicz we Frankfurcie stwierdził natomiast, że społeczeństwo niemieckie nie popiera grup na dalekiej prawicy.
W 68. rocznicę Nocy Kryształowej w Monachium uroczyście otwarto nowo wybudowaną synagogę Ohel Jakob. Żydowska wspólnota w Berlinie również się rozwija. Otwarto w tym mieście Centrum Judaicum oraz szereg nowych synagog (w tym odrestaurowano zabytkową Nową Synagogę). Co roku organizowany jest Tydzień Kultury Żydowskiej oraz Żydowski Festiwal Kulturalny w Berlinie.

## Odniesienia
Ten artykuł zawiera fragmenty z Jewish Encyclopedia (1901–1906), obecnie należącej do domeny publicznej.
- Jewish Encyclopedia
- Jewish Virtual Library
- Jewish Museum Berlin
- Zentralrat der Juden in Deutschland
- Union progressiver Juden in Deutschland